# Artificial Intelligence (serie)
Artificial Intelligence es una serie de discos publicados por el sello Warp Records entre 1992 y 1994 con el objetivo de mostrar las posibilidades y sonidos de la música electrónica.
El subtítulo de la primera recopilación define el estilo como "electronic listening music", si bien esta serie terminó de perfilar el género conocido popularmente como intelligent dance music.
La serie es conocida por incluir a varios grupos e intérpretes que más adelante se convirtieron en referentes de géneros como el IDM o el ambient, entre los que se encuentran The Orb, Plaid, Aphex Twin, Richie Hawtin, The Black Dog o Autechre.

## Lista de álbumes
La serie original Artificial Intelligence está formada por los siguientes álbumes, ordenados por fecha de aparición:
- Artificial Intelligence - Varios Artistas
- Surfing on Sine Waves - Polygon Window
- Bytes - Black Dog Productions
- Electro-Soma - B12
- Dimension Intrusion - F.U.S.E.
- Ginger - Speedy J
- Incunabula - Autechre
- Artificial Intelligence II - Varios Artistas

Cada uno de los discos fue publicado en vinilo, casete y disco compacto. Cada álbum de artista fue publicado también en una edición limitada coloreada o en vinilo transparente.
Un vídeo, llamado (Motion), fue publicado adicionalmente con la serie.
Finalmente, cada disco a excepción de Ginger fue distribuido en Estados Unidos por TVT Records/Wax Trax! Records.